# فیکی
فیکی (انگلیسی: Faky) گروه دخترانه پنج نفره اهل ژاپن بود که در سال ۲۰۱۳ زیر نظر ناشر ضبط شرکت اوکس به نام ریتم زون فعالیتش را آغاز کرد. این گروه دو بازسازی را پشت سر گذاشته و در سال ۲۰۲۴ منحل شد. اعضای نهایی این گروه شامل لیل' فانگ، میکاکو، هینا، آکینا و تاکی بود.

## نام
نام گروه فیکی (FAKY) از کلمهٔ «جعلی» (fake) گرفته شده تا خود را به چالش بکشند و چیزی «واقعی» (real) را به صحنه موسیقی ژاپن بیاورند. نام گروه همچنین مخفف «Five Ass Kicking Youngsters» و «FAntastic toKYo» است.
این گروه خود را به عنوان «اتحادیه دختران نسل بعدی» توصیف می‌کند و تمایل دارد از خارج از ژاپن الهام بگیرد و در عین حال فرهنگ و مد ژاپنی را در خود جای دهد.

## اعضا

### پیشین
| نام                       | تاریخ تولد (سن)         | محل تولد                | ملیت             | نقش                             | دوره فعالیت |
| ------------------------- | ----------------------- | ----------------------- | ---------------- | ------------------------------- | ----------- |
| آنا (アンナ)              | ۱۱ ژوئن ۱۹۹۲ ‏(۳۲ سال)   | نیوزیلند                | نیوزیلندی، ژاپنی | لیدر (۲۰۱۳–۲۰۱۸)، وکالیست، دنسر | ۲۰۱۳–۲۰۱۸   |
| لیل' فانگ (リル ファング) | ۲۹ نوامبر ۱۹۹۳ ‏(۳۱ سال) | توکیو، ژاپن             | ژاپنی            | لیدر (۲۰۱۸–۲۰۲۴)، وکالیست اصلی  | ۲۰۱۳–۲۰۲۴   |
| ماکیکو (ミカコ)           | ۷ ژوئن ۱۹۹۴ ‏(۳۰ سال)    | فوکوئوکا، ژاپن          | ژاپنی            | کاپیتان، وکالیست، استایلیست     | ۲۰۱۳–۲۰۲۴   |
| دیانه (ダイアン)          | ۲۸ ژانویهٔ ۱۹۹۶ ‏(۲۹ سال) | اوکیناوا، ژاپن          | آمریکایی، ژاپنی  | وکالیست                         | ۲۰۱۳–۲۰۱۵   |
| Tina (ティナ)             | ۱۸ دسامبر ۱۹۹۶ ‏(۲۸ سال) | آتلانتا، ایالات متحده   | آمریکایی، ژاپنی  | وکالیست                         | ۲۰۱۳–۲۰۱۵   |
| هینا (ヒナ)               | ۱۹ فوریهٔ ۱۹۹۷ ‏(۲۸ سال)  | ژاپن                    | ژاپنی            | وکالیست                         | ۲۰۱۸–۲۰۲۴   |
| آکینا (アキナ)            | ۲۳ نوامبر ۱۹۹۹ ‏(۲۵ سال) | کالیفرنیا، ایالات متحده | آمریکایی، ژاپنی  | رقصنده اصلی، وکالیست اصلی       | ۲۰۱۵–۲۰۲۴   |
| تاکی (タキ)               | ۲۱ آوریل ۲۰۰۰ ‏(۲۴ سال)  | شیزوئوکا، ژاپن          | فیلیپینی، ژاپنی  | رقصنده اصلی، وکالیست            | ۲۰۱۸–۲۰۲۴   |